# Pod Rokoszem
Pod Rokoszem (227 m) – wzgórze na Garbie Tenczyńskim w południowo-wschodniej części miejscowości Zabierzów w Lesie Zabierzowskim w województwie małopolskim. Południowo-wschodnie zbocze opada do rezerwatu przyrody Skała Kmity.